# Bisdom Limerick
Het bisdom Limerick (Latijn: Dioecesis Limericiensis, Iers: Deoise Luimnigh) is een Iers rooms-katholiek bisdom. Het bestaat sinds de 7e eeuw en ressorteert thans onder het Aartsbisdom Cashel en Emly. Het telt  60 parochies. Het omvat het grootste deel van het graafschap Limerick en delen van Clare en Kerry. Patroonheiligen zijn de HH. Ita en Munchin.

## Kathedraal

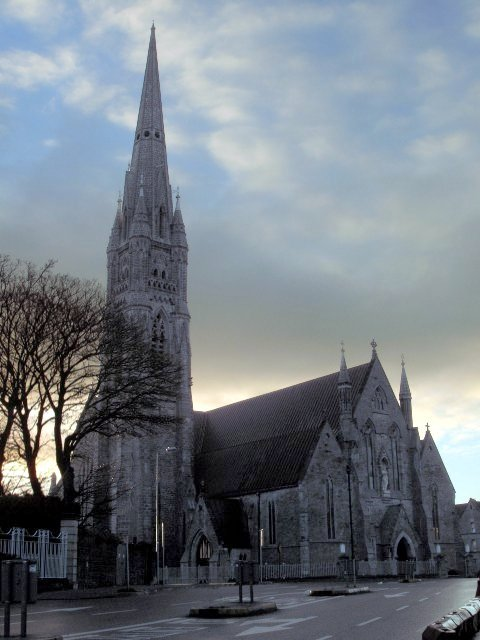
Kathedraal van Limerick

De kathedraal van het bisdom in de stad Limerick is gebouwd in 1861. De kerk, gewijd aan Johannes de Doper, is ontworpen door de Engelse architect Philip Charles Hardwick. De huidige kathedraal neemt de positie in die de andere kathedraal in de stad had in de begintijd van het bisdom. Deze kathedraal, nu in gebruik bij de Church of Ireland, dateert uit 1168.